# خصفاوات
هيربوتريتشيلاسيا أو الخصفاوات هي عائلة من الفطريات الكيسية ضمن رتبة التشايتوثايرياليس ضمن صنف العوفنيات.